# NGC 5328
NGC 5328 este o galaxie eliptică situată în constelația Hidra. A fost descoperită în 5 mai 1793 de către William Herschel. Se află la o distanță de 58,88 de megaparseci de Pământ.